# Roelof Klein
Pour les articles homonymes, voir Klein.
Roelof Klein, né le 7 juin 1877 à Lemmer et mort le 12 février 1960 à Montclair aux États-Unis, est un rameur d'aviron néerlandais qui participa aux Jeux olympiques de 1900 à Paris où il remportera une médaille d'or et une médaille de bronze. Il est avec François Brandt et Hermanus Brockmann le premier néerlandais à remporter un titre olympique.

## Biographie
En 1900, Klein étudie l’ingénierie mécanique à Delft, il représente le club d'aviron étudiant LAGA aux Jeux olympiques de 1900 à Paris. Durant l'épreuve de deux avec barreur, Klein et Brandt remplacent leur barreur Hermanus Brockmann par un jeune français inconnu pesant 33 kg, soit 27 de moins que Brockmann. Ce jeune garçon est donc sûrement le plus jeune champion olympique de l'histoire. Klein remporte aussi avec l'équipe néerlandaise la médaille de bronze au huit avec barreur, derrière les États-Unis et la Belgique. Après ses études, il travaillera pour une compagnie pétrolière. En 1910, il émigre pour les États-Unis. Il meurt en 1960 à Montclair, dans l'état américain du New Jersey.
Malgré de nombreuses recherches et quelques tentatives d'identification, l'identité de l'enfant reste inconnue

## Palmarès

### Deux avec barreur
- Paris 1900
  -  Champion olympique de deux avec barreur
  -  Médaillé de bronze de huit avec barreur